# Нинний Хастиан
Ни́нний Хастиа́н (лат. Ninnius Hastianus; умер после 160 года) — древнеримский политический деятель из знатного плебейского рода Нинниев, консул-суффект 160 года. Последний из представителей Нинниев Хаст, упоминающихся в сохранившихся источниках.

## Биография
Какие-либо сведения о происхождении Хастиана, кроме того обстоятельства, что по рождению он принадлежал к знатному плебейскому роду Нинниев, в сохранившихся письменных и эпиграфических источниках отсутствуют. Тем не менее, вполне возможно, что его предком (предположительно, дедом) был ординарный консул 114 года Квинт Нинний Хаста. 
В 160 году Хастиан занимал должность консула-суффекта совместно с неким Новием Сабинианом. Впрочем, о дальнейшей судьбе Нинния ничего не известно.